# Hildegard Bentele
Hildegard Bentele (ur. 22 maja 1976 w Ludwigsburgu) – niemiecka polityk i politolog, posłanka do Izby Deputowanych w Berlinie, posłanka do Parlamentu Europejskiego IX i X kadencji.

## Życiorys
W 1995 zdała egzamin maturalny w Giengen an der Brenz. Studiowała początkowo na Uniwersytecie w Heidelbergu, później kształciła się w Paryżu i Brukseli. W 2001 uzyskała dyplom z politologii na Wolnym Uniwersytecie Berlińskim. Od 2002 była zatrudniona w Auswärtiges Amt, pracowała m.in. w ambasadach Niemiec w Zagrzebiu i Teheranie. W 2002 wstąpiła do Unia Chrześcijańsko-Demokratycznej. W latach 2010–2013 była referentką do spraw zagranicznych we frakcji CDU/CSU. W 2011 i 2016 wybierana na posłankę do berlińskiej Izby Deputowanych. Została m.in. wiceprzewodniczącą klubu deputowanych CDU.
W 2004, 2009 i 2014 była na berlińskiej liście chadeków w wyborach europejskich. W 2018 otrzymała pierwsze miejsce na liście CDU w tym kraju związkowym w kolejnych wyborach zaplanowanych na 2019. W wyniku głosowania z maja 2019 uzyskała mandat eurodeputowanej IX kadencji. Z powodzeniem ubiegała się o poselską reelekcję w 2024.